# Ryszard Galla

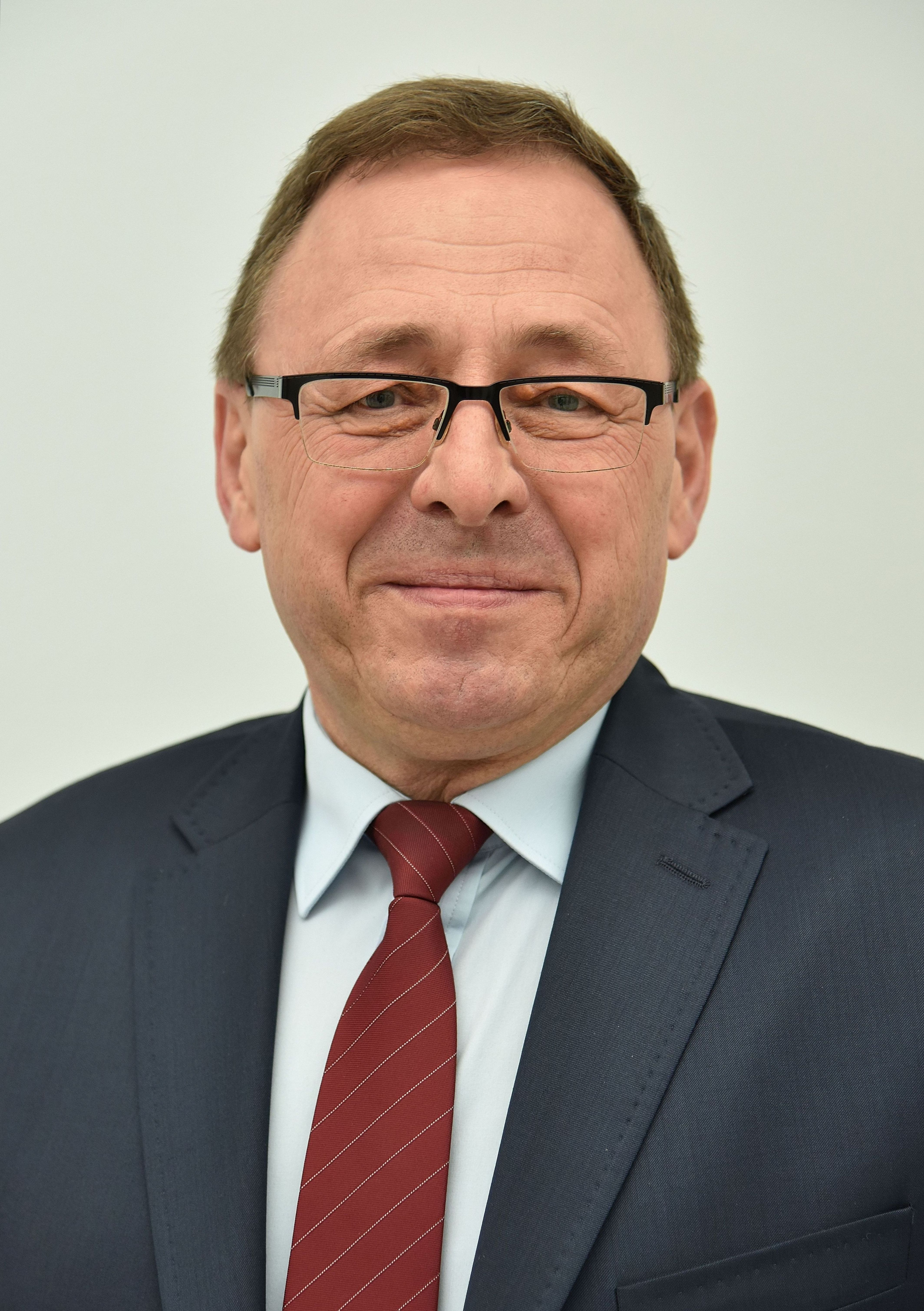
Ryszard Galla (2016)

Ryszard Jerzy Galla (* 22. Juli 1956 in Breslau, Polen) ist ein polnischer Politiker der deutschen Minderheit im polnischen Parlament (Sejm). Er ist auch stellvertretender Vorsitzender der Sozial-Kulturellen Gesellschaft der Deutschen im Oppelner Schlesien, Präsident des Hauses für Deutsch-Polnische Zusammenarbeit in Gleiwitz und gehört dem Vorstand des Verbandes der deutschen sozial-kulturellen Gesellschaften in Polen an.

## Leben und Wirken
Ryszard Galla ist von Beruf Ingenieur – das Studium hat er an der Ingenieurhochschule in Oppeln (heute Technische Universität Oppeln) abgeschlossen. Ferner absolvierte Galla ein Aufbaustudium im Bereich der Verwaltung des Gesundheitswesens.
Von 1998 bis 2005 saß er als Abgeordneter im Sejmik der Woiwodschaft Oppeln – er war Vize-Marschall im Sejmik (bis auf eine Pause im Jahr 2002, damals hatte er die Funktion des Marschalls inne).
Im Parlamentswahlkampf 2001 kandidierte Ryszard Galla ohne Erfolg um ein Mandat im Sejm. Im darauffolgenden Wahlkampf 2005 wurde Galla dann mit 9072 Stimmen ins polnische Parlament gewählt, genauso in den Parlamentswahlen 2007, 2011, 2015 und 2019. Er war von 2007 bis 2023 der einzige Vertreter der deutschen Minderheit im Sejm – für nationale und ethnische Minderheiten ist in Polen die Fünf-Prozent-Hürde nicht bindend. Im polnischen Parlament gehörte er den parlamentarischen Ausschüssen für öffentliche Gelder und für nationale und ethnische Minderheiten an. Galla ist ferner Mitglied der Polnisch-Deutschen, Polnisch-Kasachischen, Polnisch-Lettischen  und Polnisch-Tschechischen Parlamentariergruppen.
Ende Dezember 2012 wurde es in den polnischen Medien um den Politiker laut, als der Vorsitzende der Partei Recht und Gerechtigkeit Jarosław Kaczyński die Beschneidung der Rechte der deutschen Minderheit in Polen forderte.
Am 20. Juni 2015 erhielt Ryszard Galla zusammen mit Bernard Gaida in der Deutschen Botschaft Warschau das Bundesverdienstkreuz.
Im Oktober 2023 wurde er nicht wieder gewählt. Damit hat die deutsche Minderheit keine Vertretung mehr im polnischen Parlament.